# Arthur Bottom
Arthur Edwin Bottom (né le 28 février 1930 à Sheffield dans le Yorkshire du Sud et mort le 18 avril 2012 dans la même ville), est un joueur de football anglais qui évoluait au poste d'attaquant.

## Biographie
Arthur Bottom joue principalement en faveur des clubs de Sheffield United, York City, Newcastle United, et Chesterfield. Avec ces équipes, il dispute 205 matchs en championnat, inscrivant 115 buts.

## Palmarès
| Sheffield United - Championnat d'Angleterre D2 (1) : - Champion : 1952-53. |  | York City - Championnat d'Angleterre D3 : - Meilleur buteur : 1954-55 (40 buts). |